# Klasykotronika
Klasykotronika – album wydany w 1998 roku przez Władysława Komendarka. Wydawcą była wytwórnia ZPR Records. Płyta stanowi artystyczne wizje utworów muzyki poważnej.

## Lista utworów
1. "Toccata i fuga" - 03:33
2. "Poranek" - 04:48
3. "Taniec z szablami" - 03:34
4. "Łabądź" - 04:28
5. "Allegro" - 06:07
6. "Bolero" - 06:07
7. "Wiedeńska krew i Zemsta nietoperza" - 04:20
8. "Promenada" - 03:48
9. "Preludium" - 04:41
10. "Humoreska" - 02:42
11. "Mazur" - 03:50
12. "Chór niewolników" - 03:55
13. "V Symfonia" - 06:08
14. "Taniec Anitry" - 03:17
15. "Mazurek" - 04:55
16. "Pożegnanie z Ojczyzną" - 02:35